# Kfz-Kennzeichen (Belgien, seit 2010)

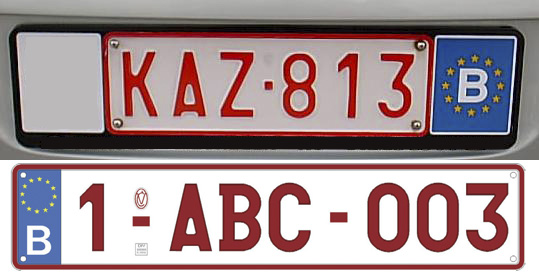
Altes (oben) und neues belgisches Kennzeichen

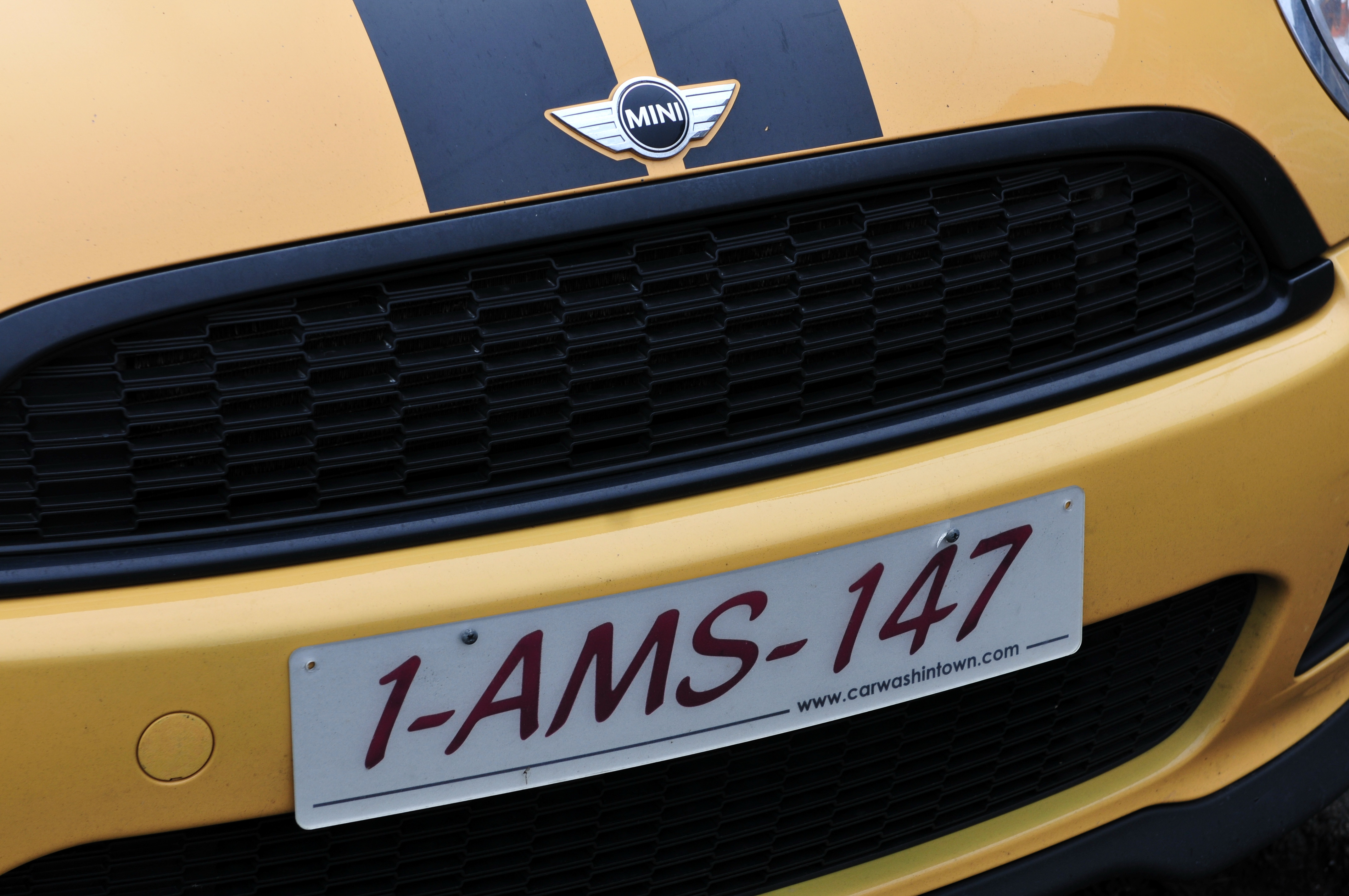
Kennzeichen in kreativer Schriftgestaltung

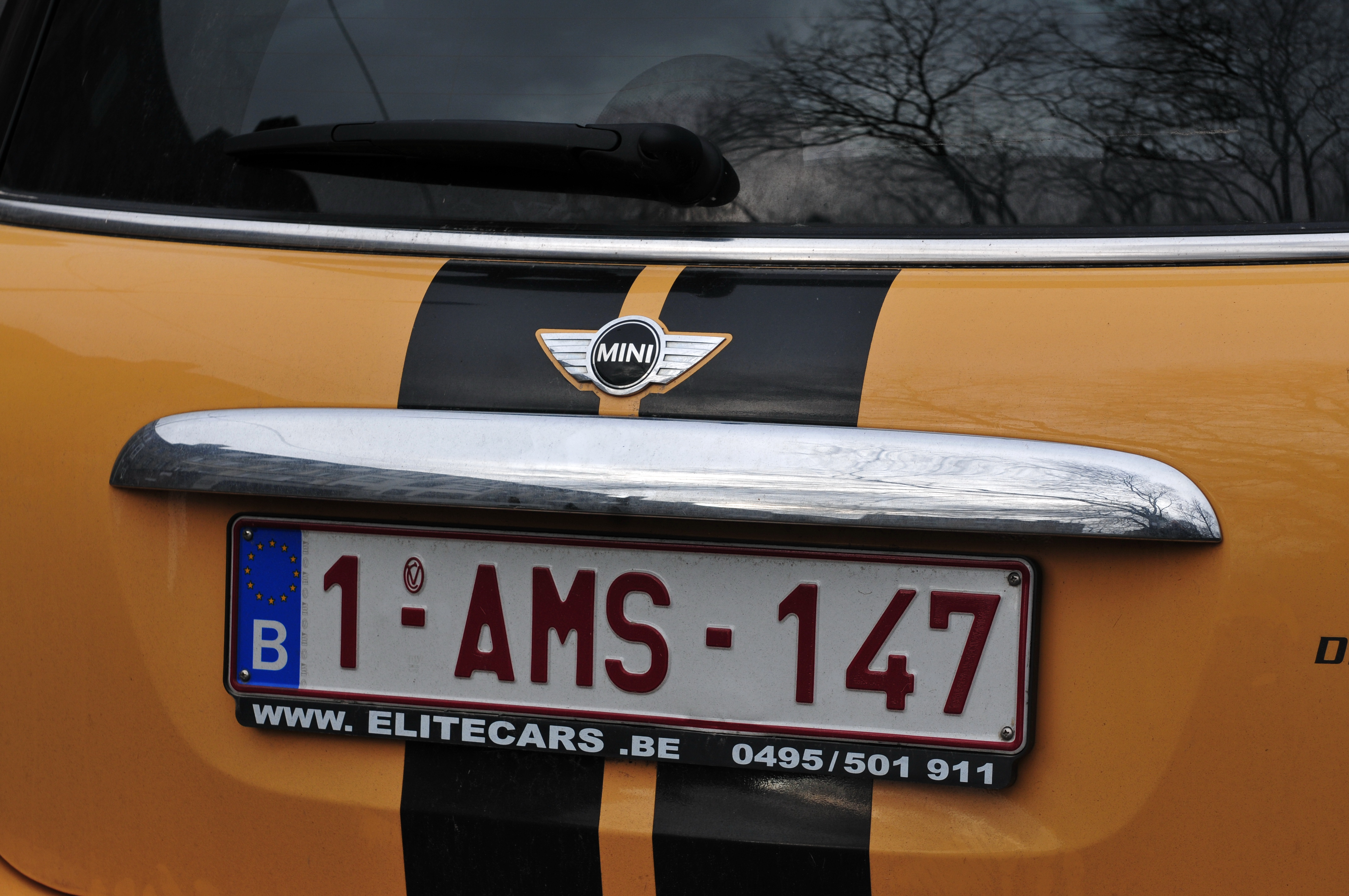
Dasselbe Fahrzeug; hinteres Kennzeichen

Belgische Kraftfahrzeugkennzeichen sind Euro-Kennzeichen. Belgien hat sich vor dem Beitritt Kroatiens als damals letzter EU-Mitgliedsstaat entschlossen, das Euro-Kennzeichen einzuführen. Dieses wird seit dem 16. November 2010 ausgegeben.
Die neuen Kennzeichen bestehen aus einer rubinroten Kombination von sieben Ziffern und Buchstaben auf weißem Grund. Links steht zunächst eine Ziffer oder ein Buchstabe, gefolgt von einem kurzen Strich, drei Buchstaben, einem weiteren kurzen Strich und einer dreistelligen Zahl.
Die europäischen Nummernschilder werden zunächst nur bei Neuzulassungen zugeteilt, die bestehenden Kennzeichen werden sukzessiv ersetzt. Im Gegensatz zur bisher üblichen Praxis werden die EU-Kennzeichen nicht kostenlos abgegeben, sie kosten 30 Euro. Wunschkennzeichen kosten 1000 Euro.

## Systematik der aktuellen Kennzeichen

### Gewöhnliche Kennzeichen
Gewöhnliche belgische Kennzeichen bestehen aus einer rubinroten Kombination von sieben Ziffern und Buchstaben auf weißem Grund. Links stehen bei Pkw, Lkw und Bussen die Ziffern 1 oder 2, in den anderen Fällen der unten angegebene Buchstabe, gefolgt von einem kurzen Strich, drei Buchstaben, einem weiteren kurzen Strich und drei Ziffern.
Das hintere Nummernschild wird vom belgischen Staat zur Verfügung gestellt und hat ein eingeprägtes Relief und Wasserzeichen, während das vordere Nummernschild vom Eigentümer selbst bei einer Werkstatt oder einem Händler gekauft werden muss. Dies muss identisch sein, hat aber keine Sicherheitsmerkmale und keine Einprägung.

### Buchstabenkategorien
- Kennzeichen, die das G als ersten Buchstaben tragen, werden Traktoren zugewiesen. Sie haben eine weiße Schrift auf rotem Grund.
- Kennzeichen, die das M als ersten Buchstaben tragen, werden Motorrädern zugewiesen.
- Kennzeichen, die das O als ersten Buchstaben tragen, werden für historische Kraftfahrzeuge ("Oldtimer"), die mindestens 25 Jahre alt sind, zugeteilt.
- Kennzeichen, die das Q als ersten Buchstaben tragen, werden Anhängern (frz. "Remorque") zugewiesen.
- Kennzeichen, die das T als ersten Buchstaben tragen, werden für Taxis und Mietwagen vergeben.
- Kennzeichen, deren Buchstabengruppe mit Z beginnt, werden Händlern zugeteilt.

Die Buchstaben I, M, O, Q und W werden nicht mehr im Buchstabenblock vergeben. Außerdem werden die folgenden Buchstabenkombinationen nicht vergeben:
- AAP, AAS, AEL, ALA, ANE, ASS
- BEB, BIT, BSP, BUB, BYT
- CAP, CDF, CDH, CDV, CSP, CUB, CUL, CUT, CVP
- DCD, DIK
- FDF, FUC, FUK
- GAT, GAY, GEK
- KAK, KUL
- LAF, LDD, LSP, LUL
- MAS, MCC, MDP
- SEX, SPA
- ZAC, ZAK, ZAT

Für weitere Informationen, insbesondere über das jeweilige Zulassungsjahr und eine genauere Auflistung der Buchstabengruppen siehe:

### Wunschkennzeichen

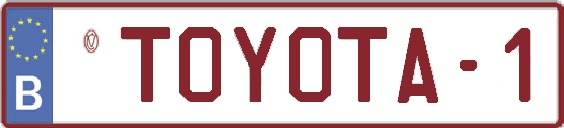
Belgisches Wunschkennzeichen

Die Wunschkennzeichen begannen mit der Ziffer 9. Ansonsten hatten sie das Aussehen der gewöhnlichen Kennzeichen. Seit dem 31. März 2014 können Wunschkennzeichen auch eine beliebige Buchstaben- und Ziffernfolge beinhalten. Jedoch ist auch hier einer vorgegebenen Systematik zu folgen. Ende 2015 wurde der Preis für ein Wunschkennzeichen auf 2000 Euro angehoben. Aufgrund der zurückgegangenen Nachfrage wurde der Preis 2017 auf 1000 Euro festgesetzt.

## Fahrzeugkategorien

### Motorräder

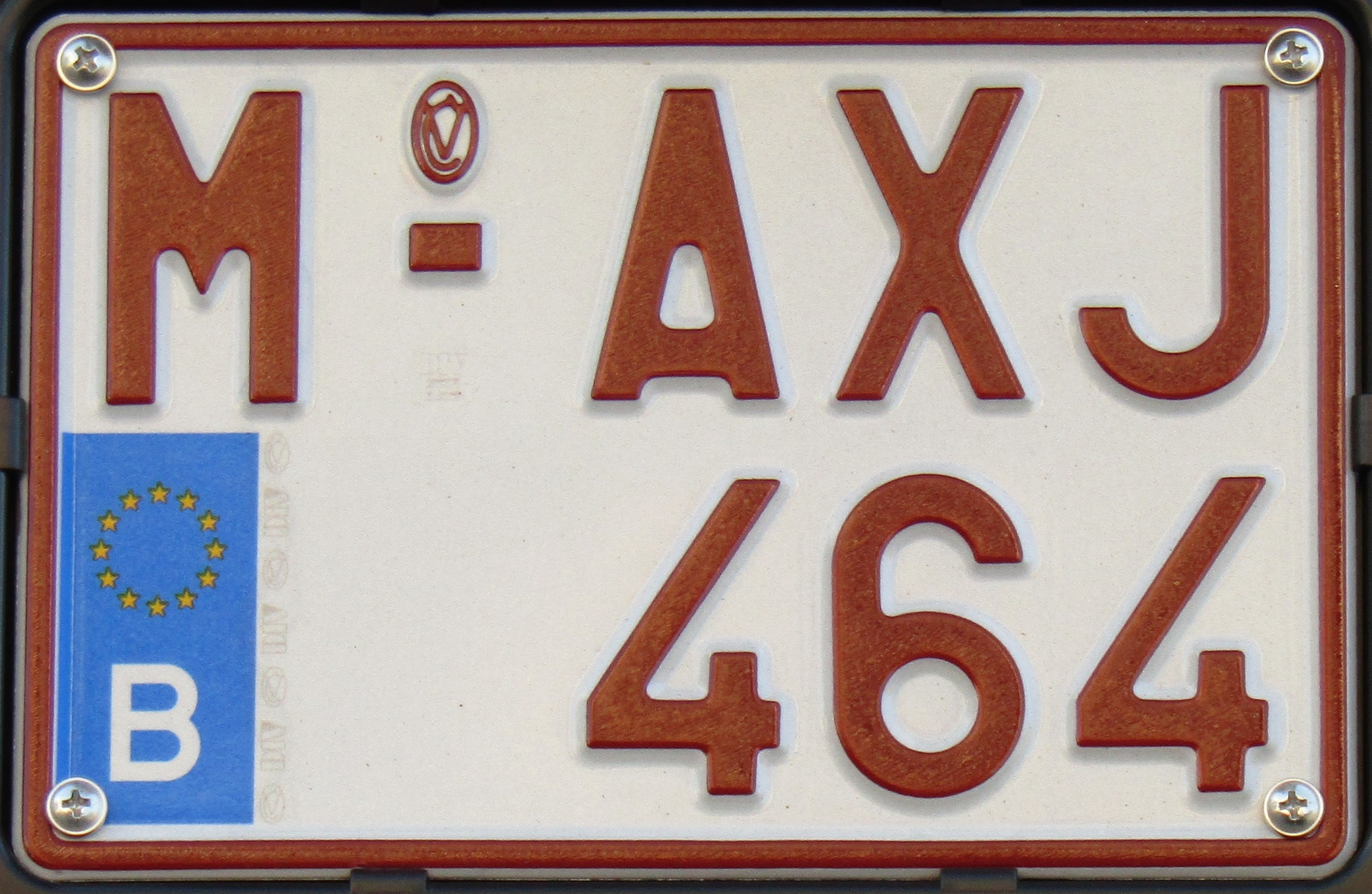
Motorradkennzeichen der Ausgabeserie ab 7. Okt. 2014

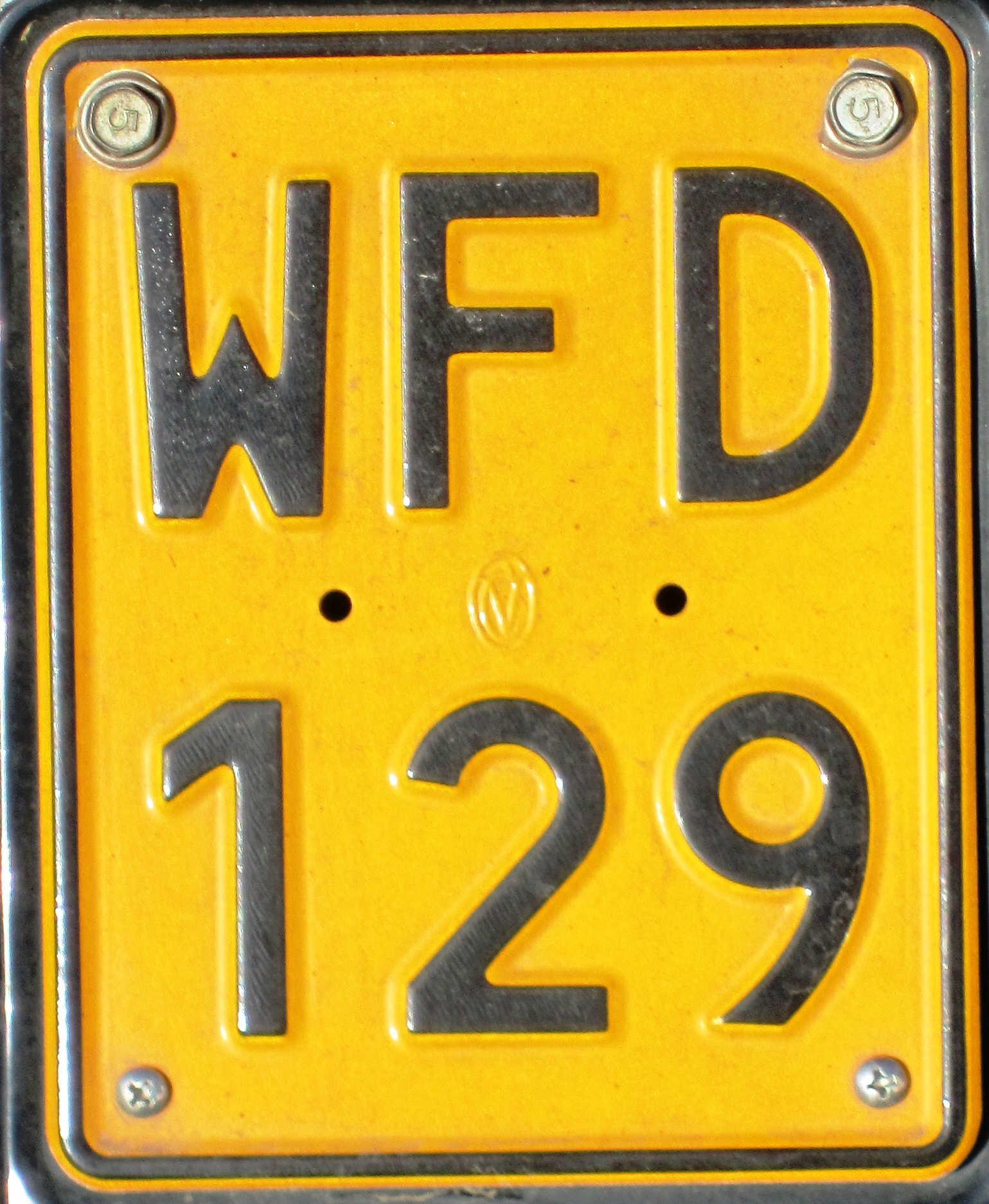
Altes Zweiradkennzeichen

Kennzeichen für Motorräder, drei- und vierrädrige Krafträder bestehen ebenfalls aus einer rubinroten Kombination von sieben Ziffern und Buchstaben auf weißem Grund. In der oberen Reihe steht seit dem 7. Oktober 2014 links zunächst der Buchstabe M, gefolgt von einem kurzen Strich und drei Buchstaben. Die untere Reihe hat vorne das EU-Symbol, gefolgt von drei Ziffern.
Alte Kennzeichen
Diese Kennzeichen hatten einen gelben Hintergrund mit schwarzer Schrift und schwarzem Rand. Die Aufschrift bestand aus einer Gruppe von drei Buchstaben, die mit M oder W begann, über einer Gruppe von drei Ziffern.

### Anhänger

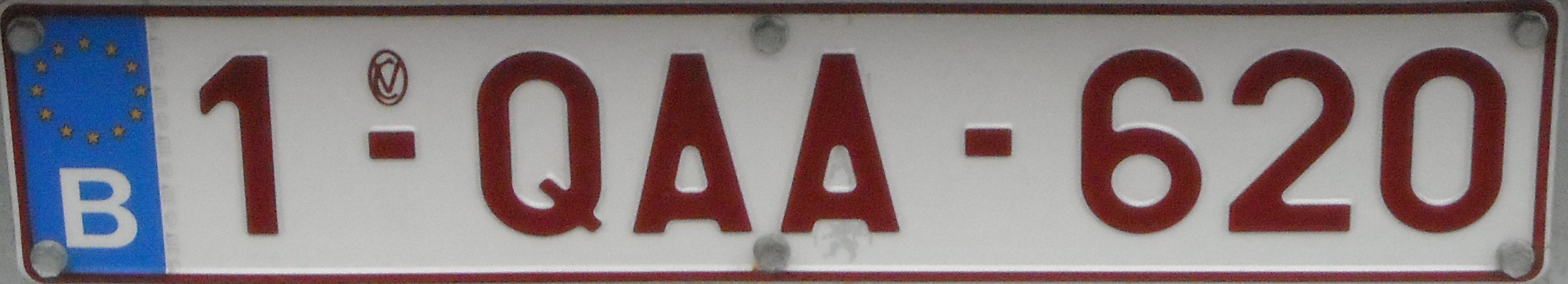
Anhängerkennzeichen der Ausgabeserie bis 6. Oktober 2014

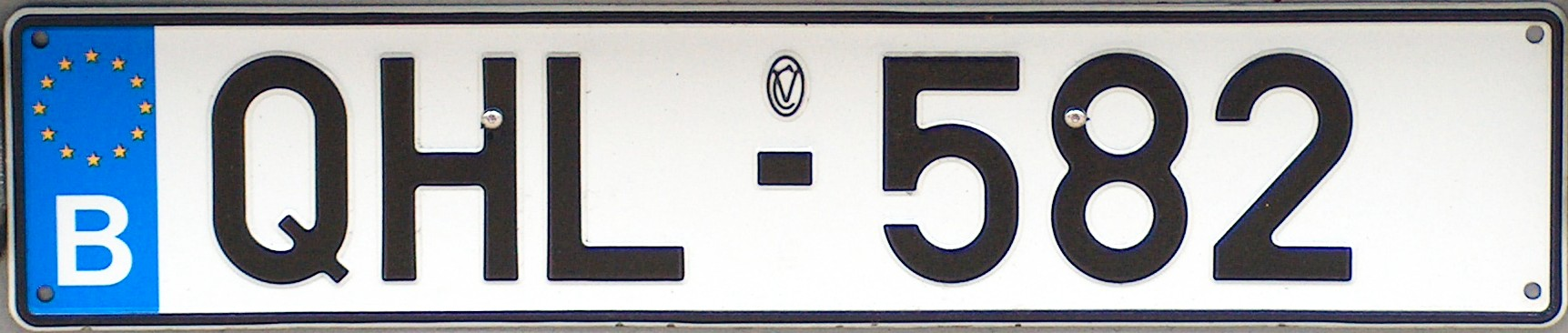
Altes Anhängerkennzeichen

Auch die Anhängerkennzeichen bestehen aus einer rubinroten Kombination von sieben Ziffern und Buchstaben auf weißem Grund. Der erste Buchstabe ist seit dem 7. Oktober 2014 ein Q. Bei Kennzeichen für Anhänger ab 750 kg sind diese Kennzeichen Pflicht. Alle kleineren Anhänger können ein solches Kennzeichen bekommen (abhängig davon, ob sie versichert sind oder nicht), sonst tragen sie ein Kennzeichen mit der Nummer des Zugfahrzeugs.
Alte Kennzeichen
Bei diesen Kennzeichen begann die Buchstabengruppe ebenfalls mit U (ältere Anhänger) oder Q. Die neueren Anhängerkennzeichen trugen schwarze Schrift auf weißem Hintergrund mit schwarzem Rand. Sie hatten das EU-Symbol am linken Rand.

### Oldtimer

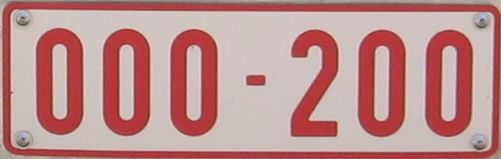
Altes Kennzeichen für Oldtimer-Fahrzeuge

Die Oldtimerkennzeichen bestehen ebenfalls aus einer rubinroten Kombination von sieben Ziffern und Buchstaben auf weißem Grund. Der erste Buchstabe ist seit dem 7. Oktober 2014 ein O.
Alte Kennzeichen
Bei diesen Kennzeichen begann die Buchstabengruppe ebenfalls mit einem O.

### Taxis

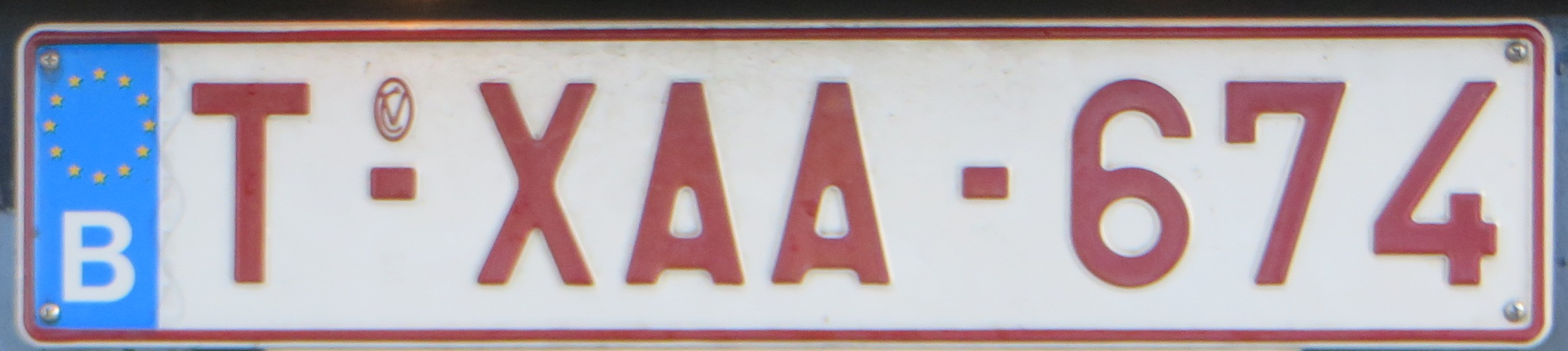
Taxi-Kennzeichen

Die Taxikennzeichen bestehen ebenfalls aus einer rubinroten Kombination von sieben Ziffern und Buchstaben auf weißem Grund. Der erste Buchstabe ist seit dem 7. Oktober 2014 ein T. Die nach dem Strich folgende Buchstabengruppe beginnt mit einem X.
Alte Kennzeichen
Bei diesen Kennzeichen begann die Buchstabengruppe mit einem TX.

### Mietwagen
Auch die Kennzeichen der Mietwagen bestehen aus einer rubinroten Kombination von sieben Ziffern und Buchstaben auf weißem Grund. Der erste Buchstabe ist seit dem 7. Oktober 2014 ein T. Die nach dem Strich folgende Buchstabengruppe beginnt mit einem L.
Alte Kennzeichen
Bei diesen Kennzeichen begann die Buchstabengruppe mit einem TX.

### Traktoren
Am 27. Mai 2013 wurden neue Kennzeichen für Traktoren eingeführt. Die Schilder sind rot mit weißer Schrift. An der ersten Stelle steht der Buchstabe G. Der folgende Block, der drei Buchstaben umfasst, beginnt mit dem Buchstaben L für landbouw (niederländisch für Landbau). Am Ende des Schildes stehen drei Ziffern.

### Mopeds und Kleinfahrzeuge

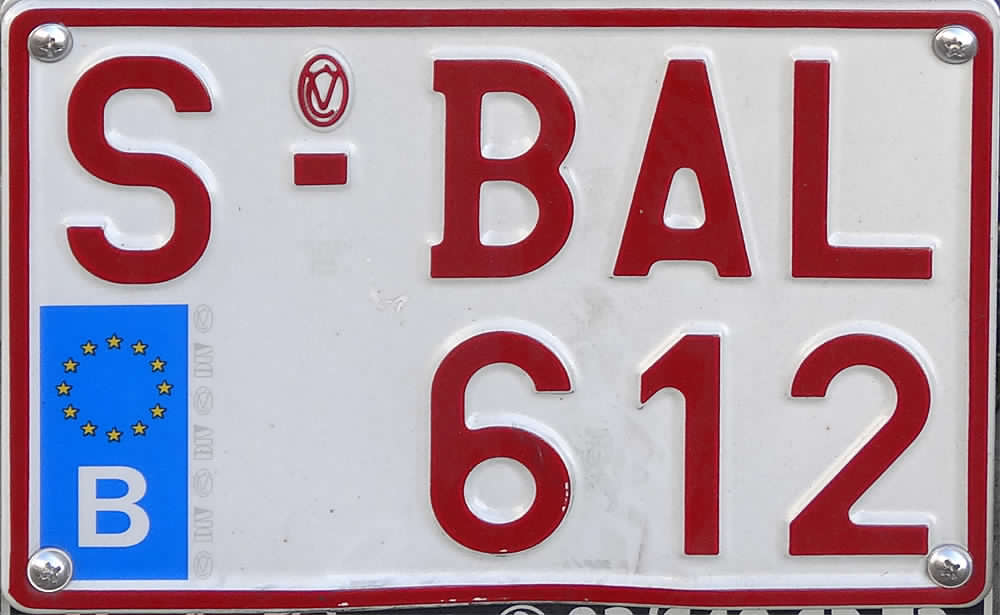
Moped-Kennzeichen

Am 31. März 2014 wurden neue Kennzeichen für Mopeds und Kleinfahrzeuge eingeführt. An der ersten Stelle steht der Buchstabe S (für Scooter). Es folgen drei Buchstaben und drei Ziffern. Bei den für diese Fahrzeuge im Oktober 2016 eingeführten Mikrokennzeichen entfällt der Strich hinter dem ersten Buchstaben.

### Ungewöhnliche Fahrzeuge
In Kürze werden neue Kennzeichen für ungewöhnliche Fahrzeuge (Fahrzeuge mit Überlänge, Überbreite und weitere Spezialfahrzeuge) eingeführt. An der ersten Stelle steht der Buchstabe I anstatt einer Ziffer. Es folgen drei Buchstaben und drei Ziffern.

## Personenkategorien
Besondere Kennzeichen für definierte Personengruppen beginnen ebenfalls mit dem EU-Symbol. Auch sie haben eine rubinrote Schrift auf weißem Hintergrund.

### Königlicher Hof
Kennzeichen von Angehörigen des Hofstaats bestehen aus bis zu drei Ziffern.

### Regierung und Volksvertretung

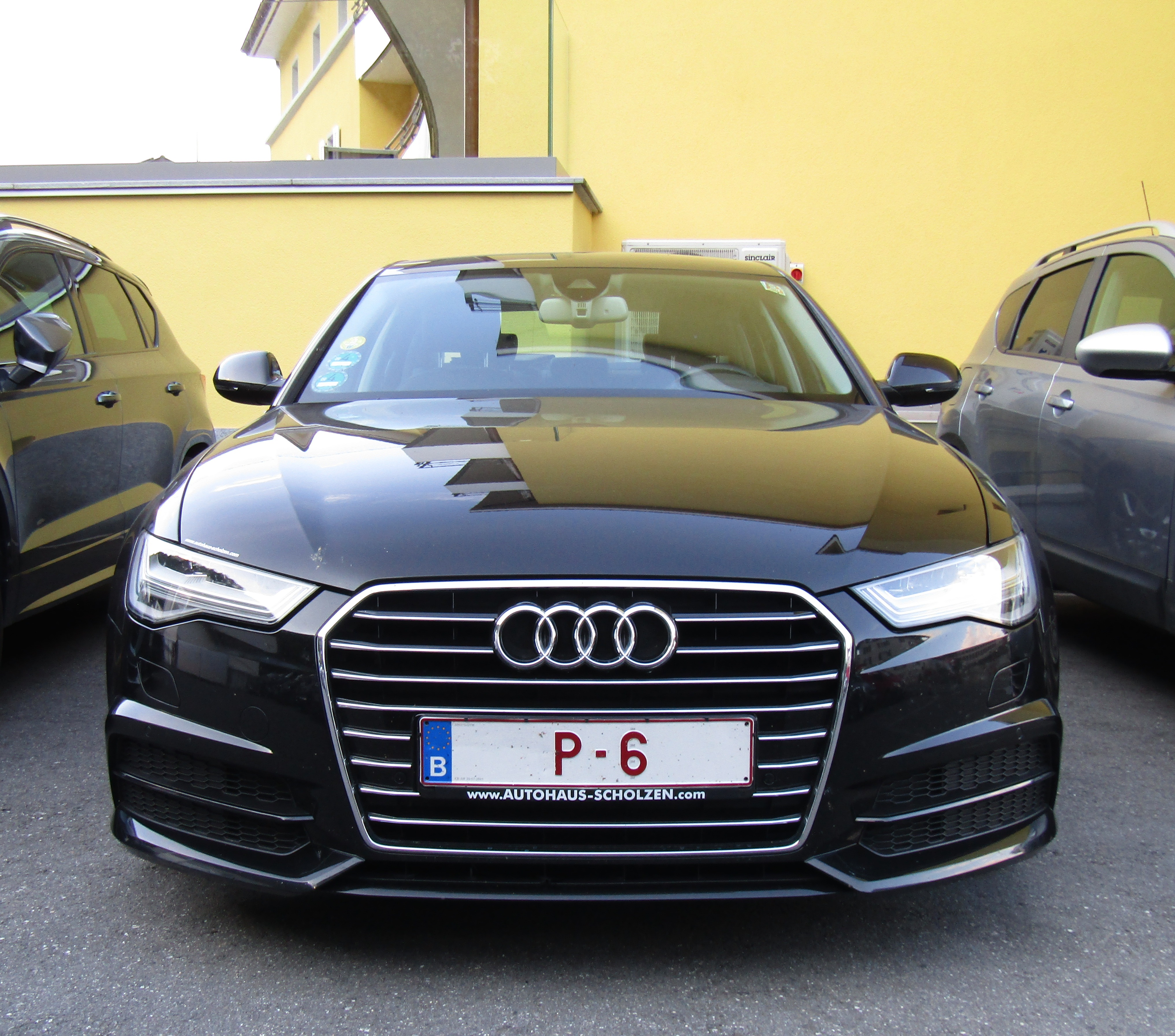
Kennzeichen P-6

Kennzeichen des Präsidenten der Abgeordnetenkammer (A-1), des Premierministers (A-2), der Mitglieder der Föderalregierung, der Staatsminister (ab A-26), der Vertreter der Hohen Magistratur (ab A-100), der Provinzgouverneure (ab A-130), der Vertreter des Hohen Klerus, der Generalsekretäre und Kabinettschefs der Föderalregierung bestehen aus einem A, einem mittigen Trennstrich und bis zu drei Ziffern.
Kennzeichen des Präsidenten (P-1) und der Mitglieder des Senats, der Mitglieder der Abgeordnetenkammer, des Präsidenten und der Mitglieder des Flämischen oder Wallonischen Parlaments, des Präsidenten und der Mitglieder des Parlaments der Region Brüssel-Hauptstadt, des Präsidenten und der Mitglieder des Parlaments der Deutschsprachigen Gemeinschaft und der belgischen Mitglieder des Europäischen Parlamentes bestehen aus einem P, einem mittigen Trennstrich und bis zu drei Ziffern.

### Mittlere Verwaltungsebene
Kennzeichen von Präsidenten, Mitgliedern oder Diensten der Gemeinschafts- und Regionalregierungen bestehen aus einem E, einem mittigen Trennstrich und bis zu drei Ziffern.

## Vorübergehende Zulassungen

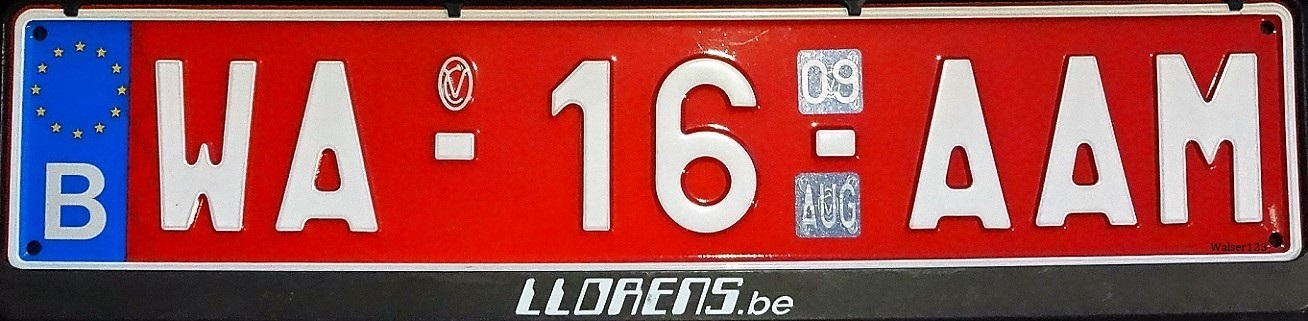
Temporäres Kennzeichen

Ausländer oder Belgier, die sich nur vorübergehend in Belgien aufhalten und ein Kraftfahrzeug benutzen, das keine ausländischen Kennzeichen hat, bekommen ein vorläufiges Kennzeichen oder ein Transitkennzeichen, dessen Hintergrund rot (RAL 3020) ist. Die Schrift und der Rand sind weiß. Nach dem EU-Symbol folgen seit dem 2. Mai 2016 ein Buchstabenpaar, das mit einem W beginnt, ein Ziffernpaar, das das Jahr der Gültigkeit angibt, und drei Buchstaben.
Motorräder erhalten die Buchstabenkombination WM, Anhänger die Kombination WQ sowie Mopeds und Kleinkraftwagen die Kombination WS.
Die bisherigen Kennzeichen für vorläufige Zulassungen, die weiterhin gültig sind, enthielten die Ziffer 1, einen Strich und sechs weitere Ziffern. Am rechten Rand stand oben das Jahr und darunter der Monat, die das Ende der Gültigkeit des Kennzeichens angaben.
Bei Kennzeichen für vorübergehende Kurzzeitzulassungen von Motorrädern sowie drei- oder vierrädrigen Krafträdern standen oben die Ziffer 1, ein kurzer Strich und drei Ziffern. In der unteren Reihe standen das EU-Symbol, die Gültigkeitsangabe und die letzten drei Ziffern. Die beiden Zifferngruppen standen genau übereinander.

## Exportkennzeichen

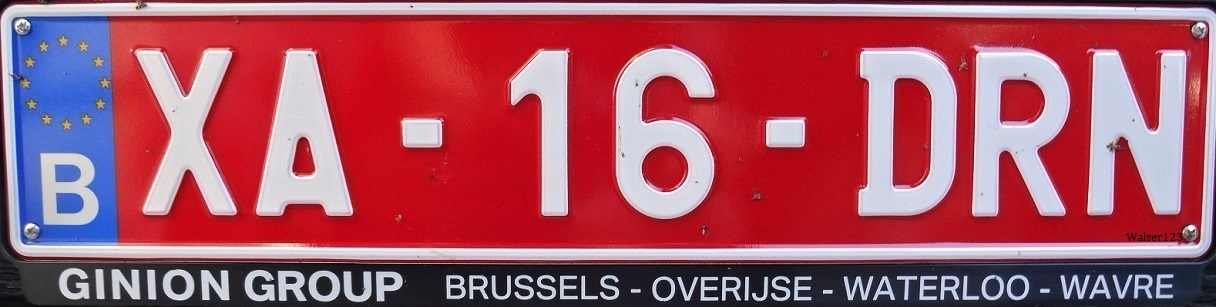
Export-Kennzeichen

Personen, die ein Kraftfahrzeug ein- oder ausführen wollen, bekommen seit dem 2. Mai 2016 ein Exportkennzeichen, dessen Hintergrund rot (RAL 3020) ist. Die Schrift und der Rand sind weiß. Nach dem EU-Symbol folgen ein Buchstabenpaar, das mit einem X beginnt, ein Ziffernpaar, das das Jahr der Gültigkeit angibt, und drei Buchstaben.
Motorräder erhalten die Buchstabenkombination XM, Anhänger die Kombination XQ sowie Mopeds und Kleinkraftwagen die Kombination XS.

## Kennzeichen für Händler und für Probe- oder Überführungsfahrten

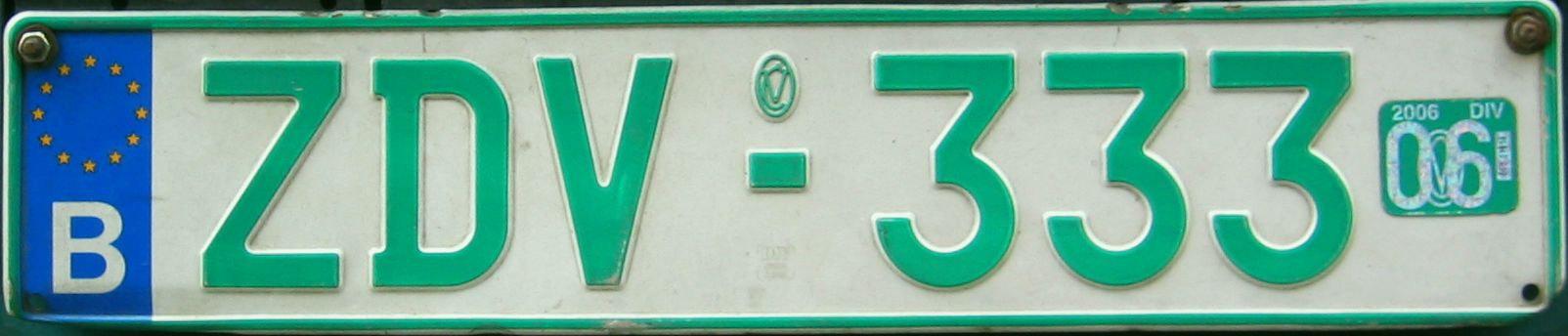
Altes Händlerkennzeichen

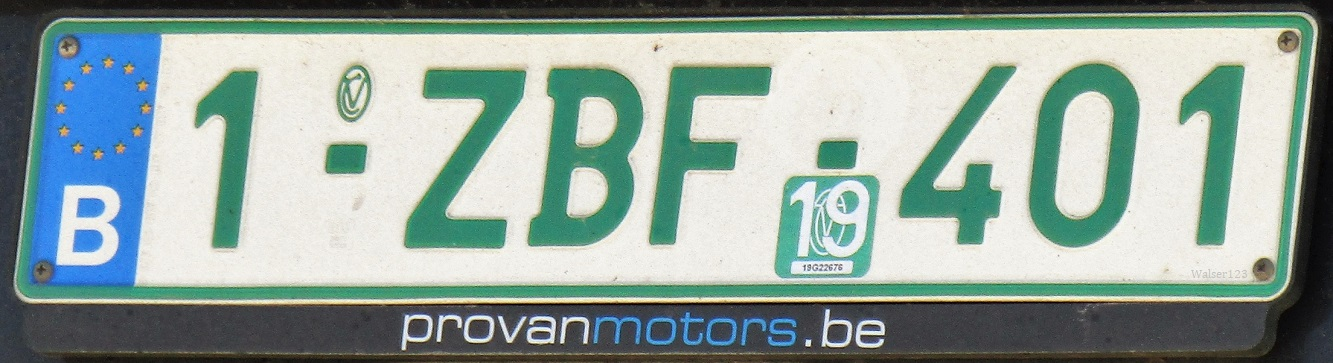
Aktuelles Händlerkennzeichen

Kennzeichen für Händler oder für Probe- oder Überführungsfahrten haben grüne Schrift (RAL 6029) und einen grünen Rand auf weißem Hintergrund. Die Kennzeichen bestehen aus der Ziffer 1, einem kurzen Strich, drei Buchstaben, einem weiteren kurzen Strich und drei Ziffern. Oberhalb des zweiten Strichs ist eine Vignette angebracht, die das Jahr des Auslaufens der Zulassung angibt.
- Bei Händler- oder Probefahrtkennzeichen für Motorräder und drei- oder vierrädrige Krafträder werden die Ziffer 1 und die Buchstabengruppe oberhalb der Zifferngruppe gedruckt. Die Vignette steht unten hinter dem EU-Symbol vor der Ziffernkombination.
- Bei Händlerkennzeichen für Anhänger beginnen die Buchstabenkombination mit ZQ oder ZU.
- Bei Händlerkennzeichen für Motorräder beginnen die Buchstabenkombination mit ZM oder ZW.

Alte Kennzeichen
Bei diesen Kennzeichen galt die folgende Regelung:
- Bei Kennzeichen für Testfahrten von Kraftfahrzeugen bestand die Buchstabengruppe aus den Buchstaben ZX, ZY oder ZZ gefolgt von einem weiteren Buchstaben außer M, Q, U und W
- Bei Kennzeichen für Testfahrten mit Anhängern bestand die Buchstabengruppe aus den Buchstaben ZZ gefolgt von Q oder U
- Bei Kennzeichen für Testfahrten von Motorrädern und drei- oder vierrädrigen Krafträdern bestand die Buchstabengruppe aus den Buchstaben ZZ gefolgt von M oder W
- Bei Händlerkennzeichen für Kraftfahrzeuge bestand die Buchstabengruppe aus dem Buchstaben Z gefolgt von einem weiteren Buchstaben außer M, Q, U und W bis Z
- Bei Händlerkennzeichen für Anhänger bestand die Buchstabengruppe aus dem Buchstaben Z gefolgt von Q oder U
- Bei Händlerkennzeichen für Motorräder und drei- oder vierrädrige Krafträder begann die Buchstabengruppe mit dem Buchstaben Z gefolgt von M oder W

Bis vor einigen Jahren mussten für Händlerkennzeichen kaum Steuern bezahlt werden und sie waren einfach auch in größerer Stückzahl zu erhalten. Dies führte zu einem großzügigen Gebrauch als Alltagskennzeichen für Verwandte und Bekannte von Händlern. Durch eine Gesetzesänderung jedoch wurden die Zulassungsgebühren für diese Kennzeichen deutlich erhöht und auch die Polizei kontrollierte strenger, um den Missbrauch einzudämmen. Heutzutage besitzen Händler deutlich weniger Probekennzeichen und der Missbrauch ist nahezu verschwunden.

## Diplomaten

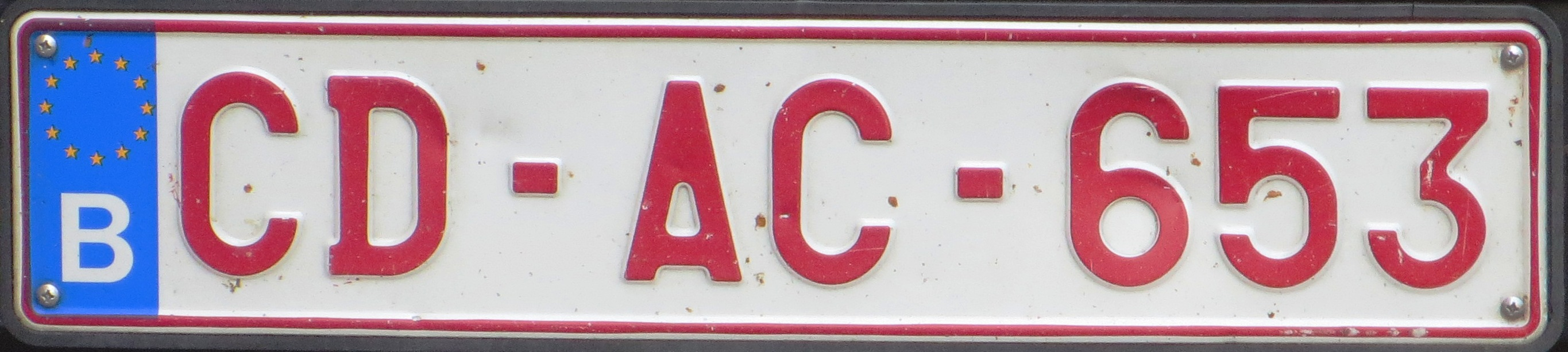
Diplomatenkennzeichen seit 2010

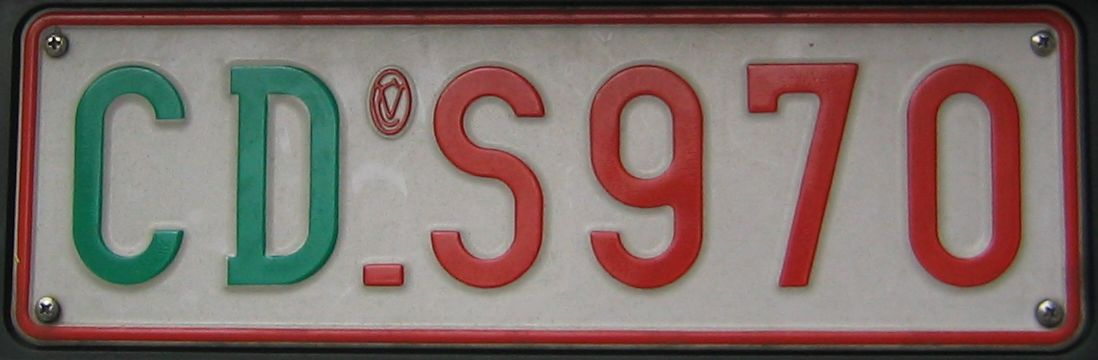
Altes Kennzeichen für Diplomatenfahrzeuge

Auf Anfrage wird Angehörigen des diplomatischen oder konsularischen Dienstes ein Diplomatenkennzeichen zugeteilt. Die Buchstaben-/Ziffernkombination dieses Kennzeichens beginnt mit den Buchstaben CD, gefolgt von einem kurzen Strich, zwei weiteren Buchstaben und drei Ziffern. Eine vorangestellte Ziffer gibt es nicht.
Alte Kennzeichen
Diese Kennzeichen hatte einen weißen Hintergrund und einen roten Rand. Die Aufschrift bestand aus der Buchstabengruppe CD in grüner Schrift und einem trennenden Unterstrich sowie einem Buchstaben und drei Ziffern in roter Schrift, beziehungsweise seit dem Auslaufen dieses Systems mit Z 999 im Frühjahr 2008 das umgekehrte System (CD.001A).

## Zwischenstaatliche Organisationen

### Europäische Gemeinschaft und Eurocontrol

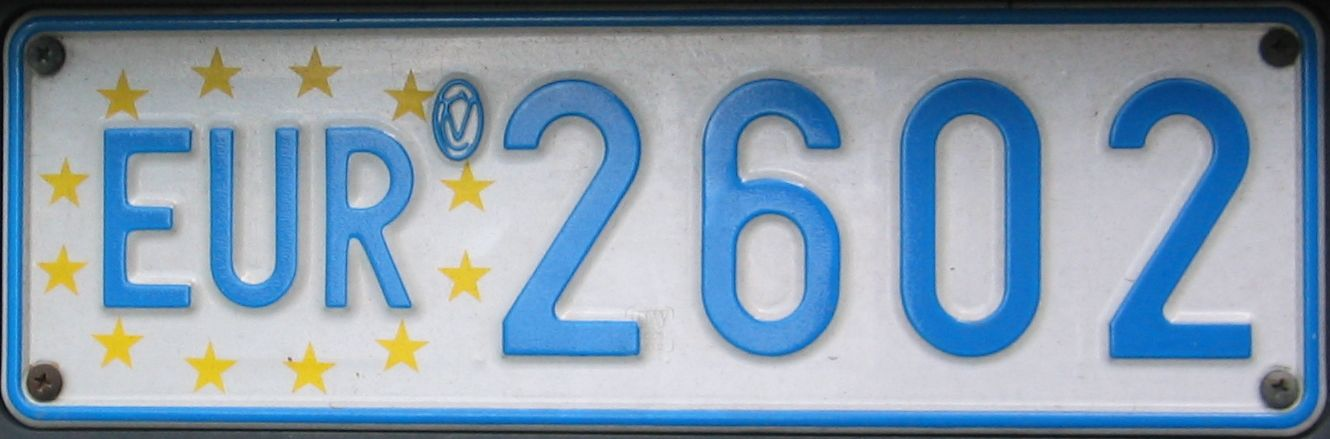
Altes Kennzeichen für EG-Personal

Kennzeichen für Kraftfahrzeuge von Beamten der in Belgien ansässigen Organe der Europäischen Gemeinschaft und von Eurocontrol trugen bis zum 6. Oktober 2014 als erste Ziffer eine 8. Jetzt kann man sie nicht mehr anhand des Kennzeichens von anderen Fahrzeugen unterscheiden.
Alte Kennzeichen
Kennzeichen für Kraftfahrzeuge von Beamten der in Belgien ansässigen Organe der Europäischen Gemeinschaft bestanden bis 2010 aus blauer Schrift und blauem Rand auf weißem Hintergrund. Die Kennzeichen trugen in kleinerer Schrift die Buchstabengruppe EUR in einem gelben Sternenkranz, gefolgt von vier Ziffern.
Kennzeichen für Kraftfahrzeuge von in Belgien ansässigen Organen von Eurocontrol bestanden aus blauer Schrift und blauem Rand auf weißem Hintergrund. Die Kennzeichen trugen drei Ziffern, einen trennenden Unterstrich und die Buchstabengruppe EURO in kleinerer Schrift.
Alte Kennzeichen für NATO/SHAPE
Früher hatten die Mitarbeiter und Angehörige von SHAPE rote Kennzeichen mit weißen Buchstaben. Die Kennzeichen begannen mit der Jahreszahl, gefolgt von den Buchstaben SB (SHAPE Belgium) und von einer Reihe von Ziffern. Die Kennzeichen waren jeweils nur ein Jahr gültig und mussten dann verlängert werden. Später wurden ähnliche Kennzeichen ohne die Jahresangabe und mit einem M statt der Buchstaben SB verwendet. An Beschäftigte des NATO-Hauptquartiers in Brüssel und deren Angehörige wurden in den 1980er-Jahren Kennzeichen ausgegeben, die den regulären belgischen Kennzeichen ähnelten, deren Buchstabenkombination jedoch die Buchstaben VN (für Vehicle of NATO) enthielt, also z. B. FVN-123 oder AVN-456. Diese Kennzeichen wurden ab Beginn der neunziger Jahre aus Sicherheitsgründen nicht mehr ausgegeben. Stattdessen erhielten die Halter normale belgische Kennzeichen.
Nicht-belgische Mitarbeiter oder Angehörige der unterschiedlichen nationalen oder militärischen Delegationen erhielten je nach Status entweder Diplomaten-Kennzeichen oder bis zum 6. Oktober 2014 die internationalen Kennzeichen, beginnend mit der Ziffer 8. Letztere werden nicht mehr ausgegeben.

## Historische Kennzeichen

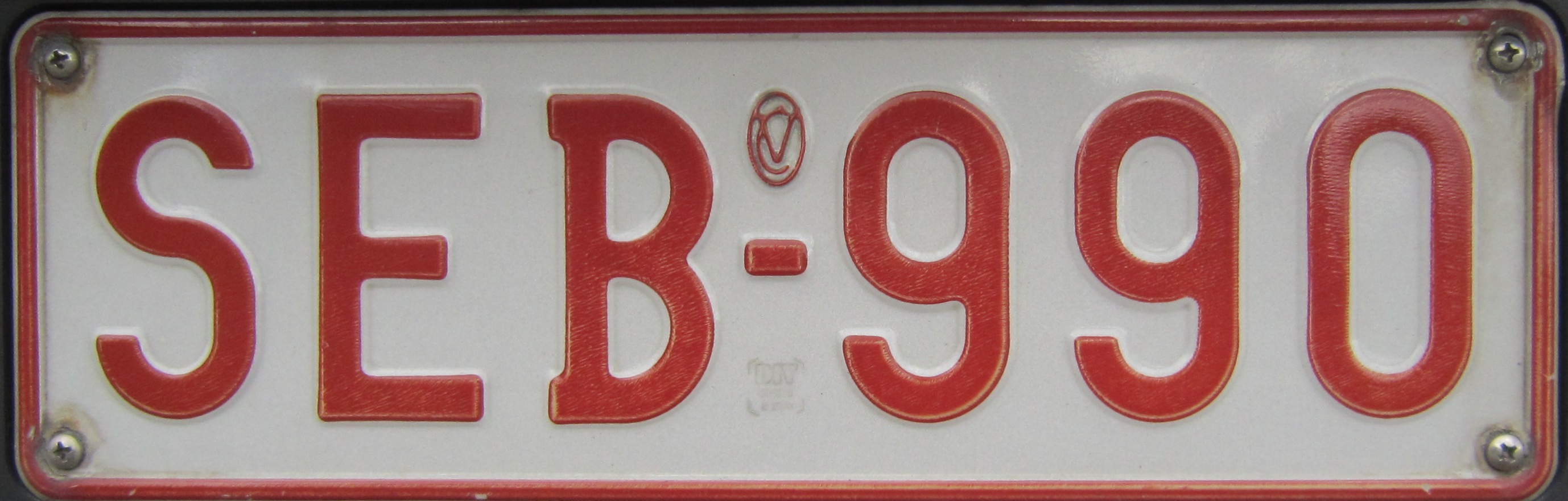
Kennzeichen bis 2008

Kennzeichen, die vor 1951 vergeben wurden, sind nicht mehr gültig und nicht mehr im Umlauf. Die ersten Kennzeichen wurden ab 1899 zugeteilt. Sie bestanden bis 1911 aus schwarzen Buchstaben auf weißem Grund. Dies wurde zwischen 1911 und 1919 von weißen Ziffern auf schwarzem Grund abgelöst. Bereits seit 1911 vergaben staatliche Stellen nur das hintere Kennzeichen, nicht jedoch das vordere (das freiwillig war).
In der Zwischenkriegszeit wurden bis 1925 blaue Kennzeichen mit weißen Ziffern vergeben. Seit 1925 ist die Farbkombination rot/weiß. Zunächst jedoch wurden zwischen 1925 und 1928 rote Kennzeichen mit einem weißen Buchstaben gefolgt von einer oder mehreren weißen Ziffern vergeben. Das bis Mitte 2010 gültige Erscheinungsbild mit roten Zeichen auf weißem Grund bestand seit 1928:
- 1928–1951: eine oder mehrere Ziffern
- 1951–1961: ein Buchstabe und vier Ziffern, wobei der Buchstabe an jeder Stelle vor, nach oder zwischen den Ziffern stehen kann (A.1234, 1.A.234, 12.A.34, 123.A.4, 1234.A)
- 1962–1971: zwei Buchstaben und drei Ziffern, wobei die beiden Buchstaben gemeinsam an jeder Stelle vor, nach oder zwischen den Ziffern stehen können (AB.123, 1.AB.23, 12.AB.3, 123.AB)
- 1971–1973: ein Buchstabe vorn, gefolgt von drei Ziffern und einem weiteren Buchstaben (A.123.B)
- 1973–2008: drei Buchstaben, gefolgt von drei Ziffern (ABC-123)
- 25. Juni 2008 – 15. November 2010: drei Ziffern, gefolgt von drei Buchstaben (123-ABC) ausgegeben bis 999-CFQ.[8]

### Langzeitzulassungen

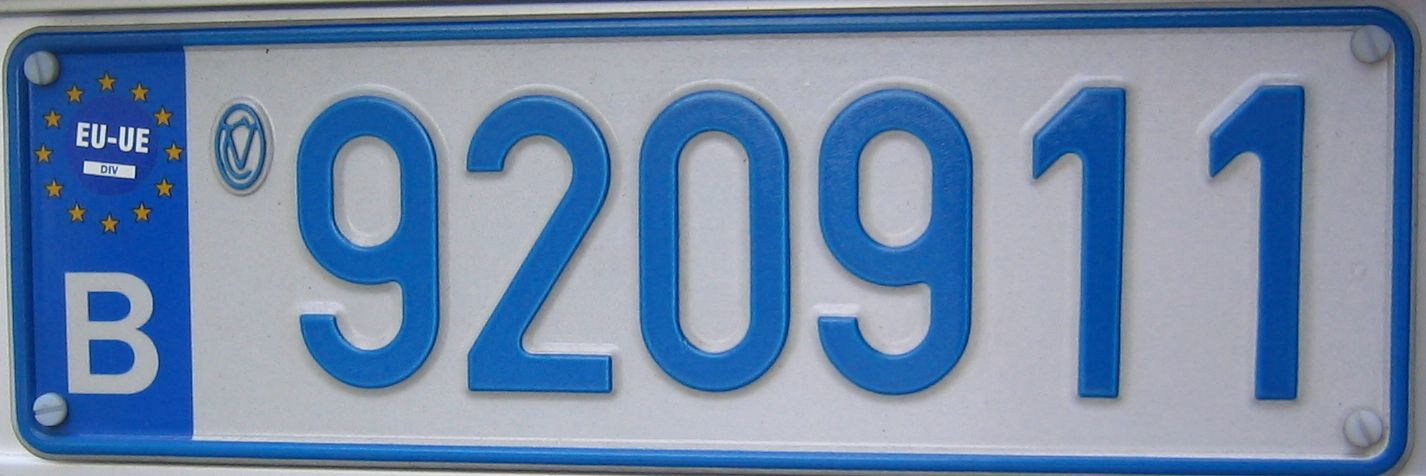
Altes belgisches Kennzeichen für Langzeitzulassungen

Angehörige des diplomatischen oder konsularischen Korps, die kein Diplomatenkennzeichen hatten, internationaler Organisationen oder bestimmter militärischer Organisationen bekamen für die Dauer ihres Mandats ein Kennzeichen mit weißem Hintergrund und blauer Schrift. Sie wurden auch für besonders wichtige Leute (ausgenommen Politiker) ausgegeben. Die Langzeitzulassung ist allgemein als „Steuerbefreiten-Kennzeichen“ bekannt, da einige Besitzer keine Kfz-Steuer zahlen müssen. Die Aufschrift bestand aus sechs Ziffern. Am linken Rand war ein blaues EU-Band angebracht, das unter dem EU-Sternenkranz ein B beinhaltet. Innerhalb des Sternenkranzes war eine Vignette angebracht (nur hinten), die bei befristeten Kennzeichen den Monat und das letzte Jahr der Gültigkeit und bei anderen Kennzeichen die internationale Organisation angab.
Bei Kennzeichen für vorübergehende Langzeitzulassungen von Motorrädern sowie drei- oder vierrädrigen Krafträdern waren die sechs Ziffern in zwei Dreiergruppen übereinander platziert.